# Liste der Baudenkmale in Uchte
In der Liste der Baudenkmale in Uchte sind alle Baudenkmale der niedersächsischen Gemeinde Uchte aufgelistet. Die Quelle der Baudenkmale ist der Denkmalatlas Niedersachsen. Der Stand der Liste ist der 24. April 2021.

## Allgemein
In den Spalten befinden sich folgende Informationen:
- Lage: die Adresse des Baudenkmales und die geographischen Koordinaten. Kartenansicht, um Koordinaten zu setzen. In der Kartenansicht sind Baudenkmale ohne Koordinaten mit einem roten Marker dargestellt und können in der Karte gesetzt werden. Baudenkmale ohne Bild sind mit einem blauen Marker gekennzeichnet, Baudenkmale mit Bild mit einem grünen Marker.
- Bezeichnung: Bezeichnung des Baudenkmales
- Beschreibung: die Beschreibung des Baudenkmales. Unter § 3 Abs. 2 NDSchG werden Einzeldenkmale und unter § 3 Abs. 3 NDSchG Gruppen baulicher Anlagen und deren Bestandteile ausgewiesen.
- ID: die Objekt-ID des Baudenkmales
- Bild: ein Bild des Baudenkmales, ggf. zusätzlich mit einem Link zu weiteren Fotos des Baudenkmals im Medienarchiv Wikimedia Commons. Wenn man auf das Kamerasymbol klickt, können Fotos zu Baudenkmalen aus dieser Liste hochgeladen werden:

## Uchte

### Gruppen baulicher Anlagen

#### Gruppe: Forsthof
Die Gruppe „Forsthof“, hat die ID 31036785.

| Lage                                      | Bezeichnung  | Beschreibung | ID       | Bild |
| ----------------------------------------- | ------------ | --- | -------- | ---- |
| Am Teich 1 52° 29′ 48″ N, 8° 54′ 37″ O    | Wohnhaus     | 1649 errichtetes zweigeschossiges Ziegelfachwerkgebäude, dessen Obergeschoss allseitig vorkragt, unter einem Halbwalmdach. Das Gebäude wurde ab 1750 als hessische Oberförsterei genutzt. | 31056319 | BW   |
| Am Teich 1a 52° 29′ 48″ N, 8° 54′ 38″ O   | Nebengebäude | Um 1650 errichtetes eingeschossiges Ziegelfachwerkgebäude unter einem Satteldach. | 31056344 | BW   |
| Am Teich 1/1a 52° 29′ 47″ N, 8° 54′ 37″ O | Pflasterung  | Feldsteinpflasterung des Hofs und der Zufahrt. | 31056369 | BW   |

#### Gruppe: Jüdischer Friedhof Hannoversche Straße
Die Gruppe „Jüdischer Friedhof Hannoversche Straße“, hat die ID 31036798.

| Lage                                                        | Bezeichnung | Beschreibung | ID       | Bild |
| ----------------------------------------------------------- | ----------- | --- | -------- | ---- |
| Hannoversche Straße/Möhlenbrehe 52° 29′ 45″ N, 8° 55′ 15″ O | Friedhof    | Der Jüdische Friedhof Uchte liegt auf einer Anhöhe. Er wurde zwischen der Mitte des 19. Jahrhunderts bis Anfang des 20. Jahrhunderts angelegt mit etwa 35 jüdischen Grabsteinen angelegt und um 16 russische Kriegsgräber zwischen 1939 und 1945 erweitert. | 31056430 | BW   |

### Einzelbaudenkmale
| Lage                                               | Bezeichnung         | Beschreibung | ID       | Bild           |
| -------------------------------------------------- | ------------------- | --- | -------- | -------------- |
| Am Teich 2 52° 29′ 46″ N, 8° 54′ 39″ O             | Gericht             | In der ersten Hälfte des 19. Jahrhunderts teilweise mit massiv Ziegel und auf der Traufseite mit Fachwerk errichtetes zweigeschossiges Gebäude, das auf der Straßenseite ein mittiges Sandsteinportal präsentiert.                       | 31056389 | BW             |
| Brinkstraße 21 52° 29′ 50″ N, 8° 54′ 33″ O         | Wohnhaus            | Um 1900 errichteter eingeschossiger Ziegelbau mit auffälligen Verbänderungen und Dekor. | 31056409 | BW             |
| Hannoversche Straße 21 52° 29′ 43″ N, 8° 55′ 2″ O  | Wohnhaus            | 1901 errichtetes Ziegelfachwerkgebäude (sog. Studienhaus) mit hohem Sandsteinsockel unter Verwendung des Hallenhausmotivs. | 31056452 | BW             |
| Auf dem Kaltenhagen 19 52° 29′ 46″ N, 8° 54′ 29″ O | Wohnhaus            | Fachwerkgebäude | 31056473 | BW             |
| Kirchstraße 52° 29′ 50″ N, 8° 54′ 19″ O            | Kirche              | Dorfkirche Uchte als 1820 neu errichteter Putzbau auf den Fundamenten der abgebrannten Kirche. 1841 errichteter quadratischer Westturm in Backstein mit imitierter Eckverquaderung.                                                      | 31056511 | Weitere Bilder |
| Kirchstraße 5 52° 29′ 48″ N, 8° 54′ 19″ O          | Wohn-/Geschäftshaus | Zwischen 1850 und 1870 errichteter zweigeschossiger Fachwerkbau ohne Vorkragung mit mittigem Quereingang und verputzten Ziegelausfachungen unter einem Halbwalmdach mit Linkskrempern. Die Fenster sind teilweise aus den 1920er Jahren. | 31056490 | BW             |
| Kirchstraße 6 52° 29′ 49″ N, 8° 54′ 19″ O          | Wohnhaus            | Um 1900 als Pfarrhaus errichteter aufwendiger ein- und zweigeschossiger Ziegelbau mit reichem Dekor. | 31056547 | BW             |
| Mühlenstraße 1 52° 29′ 51″ N, 8° 54′ 16″ O         | Wohn-/Geschäftshaus | Anfang des 19. Jahrhunderts errichtetes zweigeschossiges Ziegelfachwerkgebäude. Der Bergestock ist mit Ladeluke und Windenerker ausgestattet.                                                                                            | 31056568 | BW             |

## Hoysinghausen

### Einzelbaudenkmal
| Lage                                        | Bezeichnung | Beschreibung | ID       | Bild |
| ------------------------------------------- | ----------- | --- | -------- | ---- |
| B 61 (km 35,547) 52° 33′ 0″ N, 8° 51′ 43″ O | Grenzstein  | Grenzstein an der früheren Grenze der Kreise Sulingen und Stolzenau mit quadratischem Querschnitt mit parallelen vertikalen Kanten. Das Flachdach ist scharriert. | 31056679 | BW   |

## Lohhof

### Einzelbaudenkmale
| Lage                                 | Bezeichnung | Beschreibung | ID       | Bild |
| ------------------------------------ | ----------- | --- | -------- | ---- |
| Lohhof 9 52° 29′ 13″ N, 8° 52′ 15″ O | Speicher    | 1767 errichteter Fachwerkbau in Stockwerkbauweise, der geschossweise um Balkenstärke vorkragt.                                                | 31056658 | BW   |
| Lohhof 9 52° 29′ 13″ N, 8° 52′ 15″ O | Backhaus    | In der ersten Hälfte des 18. Jahrhunderts errichteter anderthalbgeschossiger Fachwerkbau unter einem Satteldach mit eingezapften Ankerbalken. | 31056766 | BW   |

## Woltringhausen-Ohlensehlen

### Einzelbaudenkmal
| Lage                                           | Bezeichnung | Beschreibung | ID       | Bild |
| ---------------------------------------------- | ----------- | --- | -------- | ---- |
| K 36/K 25 (km 0,0) 52° 33′ 38″ N, 8° 53′ 58″ O | Grenzstein  | Grob behauener Grenzstein an der Grenze der Kreise Stolzenau und Minden mit rechteckigem Querschnitt und parallelen vertikalen Kanten und segmentbogenförmig gewölbtem Kopf. | 31056698 | BW   |